# Liga dos Campeões da CAF de 2006
A Liga dos Campeões da CAF de 2006 foi a 42ª edição desta competição anual de futebol da qual participam os clubes dos países filiados à CAF. O Al Ahly, do Egito, se consagrou como campeão do continente africano pela 5ª vez na sua historia, a 2ª consecutiva.

## Equipas classificadas
| País                        | Equipa                                |                             |                             |                             |                             |
| Dois clubes por federações. | Dois clubes por federações.           | Dois clubes por federações. | Dois clubes por federações. | Dois clubes por federações. | Dois clubes por federações. |
| --------------------------- | ------------------------------------- | --------------------------- | --------------------------- | --------------------------- | --------------------------- |
| África do Sul               | - Mamelodi Sundowns - Orlando Pirates |                             |                             |                             |                             |
| Angola                      | - ASA - Sagrada Esperança             |                             |                             |                             |                             |
| Argélia                     | - JS Kabylie - USM Alger              |                             |                             |                             |                             |
| Camarões                    | - Coton Sport - Aigle Royal Menoua    |                             |                             |                             |                             |
| Costa do Marfim             | - Africa Sports - ASEC Mimosas        |                             |                             |                             |                             |
| Egito                       | - Al Ahly - ENPPI                     |                             |                             |                             |                             |
| Gana                        | - Asante Kotoko - Hearts of Oak       |                             |                             |                             |                             |
| Marrocos                    | - FAR Rabat - Raja Casablanca         |                             |                             |                             |                             |
| Nigéria                     | - Enyimba - Enugu Rangers             |                             |                             |                             |                             |
| RD Congo                    | - Saint Eloi Lupopo - Motema Pembe    |                             |                             |                             |                             |
| Senegal                     | - Port Autonome - Diaraf              |                             |                             |                             |                             |
| Tunísia                     | - Sfaxien - Étoile du Sahel           |                             |                             |                             |                             |
| Um clube por Federação.     |                                       |                             |                             |                             |                             |
| Burundi                     | - Inter Star                          |                             |                             |                             |                             |
| Botswana                    | - Police XI                           |                             |                             |                             |                             |
| Burquina Fasso              | - RC Kadiogo                          |                             |                             |                             |                             |
| República Centro-Africana   | - Anges                               |                             |                             |                             |                             |
| República do Congo          | - Police                              |                             |                             |                             |                             |
| Chade                       | - Renaissance                         |                             |                             |                             |                             |
| Comores                     | - Coin Nord                           |                             |                             |                             |                             |
| Guiné Equatorial            | - Renacimento                         |                             |                             |                             |                             |
| Eritreia                    | - Red Sea                             |                             |                             |                             |                             |
| Etiópia                     | - Saint-George                        |                             |                             |                             |                             |
| Gabão                       | - Mangasport                          |                             |                             |                             |                             |
| Gâmbia                      | - Wallidan                            |                             |                             |                             |                             |
| Guiné                       | - Satélite                            |                             |                             |                             |                             |
| Quênia                      | - Tusker                              |                             |                             |                             |                             |
| Libéria                     | - LPRC Oilers                         |                             |                             |                             |                             |
| Líbia                       | - Al-Ittihad                          |                             |                             |                             |                             |
| Lesoto                      | - Likhopo                             |                             |                             |                             |                             |
| Madagáscar                  | - USCA Foot                           |                             |                             |                             |                             |
| Mali                        | - Stade Malien                        |                             |                             |                             |                             |
| Moçambique                  | - Ferroviário Maputo                  |                             |                             |                             |                             |
| Ilhas Maurícias             | - Port-Louis                          |                             |                             |                             |                             |
| Mauritânia                  | - ASC El Ahmedi                       |                             |                             |                             |                             |
| Malawi                      | - CIVO United                         |                             |                             |                             |                             |
| Namíbia                     | - Civics                              |                             |                             |                             |                             |
| Níger                       | - AS-FNIS                             |                             |                             |                             |                             |
| Reunião                     | - AS Excelsior                        |                             |                             |                             |                             |
| Ruanda                      | - APR                                 |                             |                             |                             |                             |
| Seicheles                   | - La Passe FC                         |                             |                             |                             |                             |
| Serra Leoa                  | - East End Lions                      |                             |                             |                             |                             |
| Sudão                       | - Al-Hilal                            |                             |                             |                             |                             |
| Suazilândia                 | - Mbabane Swallows                    |                             |                             |                             |                             |
| Tanzânia                    | - Young Africans FC                   |                             |                             |                             |                             |
| Togo                        | - AS Douanes                          |                             |                             |                             |                             |
| Uganda                      | - Police                              |                             |                             |                             |                             |
| Zâmbia                      | - Zanaco                              |                             |                             |                             |                             |
| Zanzibar                    | - Polisi                              |                             |                             |                             |                             |
| Zimbabwe                    | - CAPS United                         |                             |                             |                             |                             |

## Fase preliminar

### Pré-Eliminatória
| Equipe 1           | Total     | Equipe 2           | 1.º jogo | 2.º jogo |
| ------------------ | --------- | ------------------ | -------- | -------- |
| Renacimento        | 2–2 (gf)  | Africa Sport       | 0–0      | 2–2      |
| Stade Malien       | 5–2       | Satélite           | 3–0      | 2–2      |
| Tusker             | 4–1       | Red Sea            | 3–1      | 1–0      |
| RC Kadiogo         | 1–2       | USM Alger          | 1–1      | 0–1      |
| Douanes            | 2–3       | Port Autonome      | 0–0      | 2–3      |
| Civics             | 5–2       | Sagrada Esperança  | 4–0      | 1–2      |
| East End Lions     | 0–7       | ASEC Mimosas       | 0–4      | 0–3      |
| Mbabane Swallows   | 2–7       | Orlando Pirates    | 0–5      | 2–2      |
| Port-Louis 2000    | 1–0       | Coin Nord          | 1–0      | N/A1     |
| Police             | 0–3       | Al-Hilal           | 0–0      | 0–3      |
| Police XI          | 2–3       | Enugu Rangers      | 2–2      | 0–1      |
| Mangasport         | 1–2       | Enyimba            | 1–0      | 0–2      |
| LPRC Oilers        | 2–3       | Diaraf             | 0–0      | 2–3      |
| Renaissance        | 1–2       | Cotonsport         | 1–1      | 0–1      |
| St.Eloi Lupopo     | 4–1       | Police             | 2–0      | 2–1      |
| Anges              | 0–2       | Motema Pembe       | 0–0      | 0–2      |
| AS-FNIS            | 1–7       | Sfaxien            | 1–3      | 0–4      |
| APR FC             | 4–2       | ASA                | 3–2      | 1–0      |
| Aigle Royal Menoua | 1–4       | Asante Kotoko      | 1–1      | 0–3      |
| La Passe           | 0–2       | Ferroviário Maputo | 0–0      | 0–2      |
| Likhopo            | 0–4       | Mamelodi Sundowns  | 0–1      | 0–3      |
| Excelsior          | 3–3 (gf)  | USCA Foot          | 3–1      | 0–2      |
| Wallidan           | FDC2      | Hearts of Oak      | N/A      | N/A      |
| ENPPI              | 0–1       | Saint-George       | 0–0      | 0–1      |
| Polisi             | FDC3      | CIVO United        | N/A      | N/A      |
| Al-Ittihad         | 1–5       | JS Kabylie         | 1–1      | 0–4      |
| Young Africans     | 2–3       | Zanaco             | 2–1      | 0–2      |
| Inter Star         | 3–3 (gf)4 | CAPS United        | 3–3      | 0–0      |
| El Ahmedi          | FDC5      | Raja Casablanca    | N/A      | N/A      |

1 A eliminatória entre o AS Port-Louis 2000 e o Coin Nord foi disputada em apenas uma mão por mútuo acordo. 

2 Wallidan FC desistiu. 

3 CIVO United desistiu. 

4 CAPS United foi mais tarde desqualificado da competição. 

5 El Ahmedi desistiu.

### Primeira Eliminatória
| Equipe 1           | Total    | Equipe 2          | 1.º jogo | 2.º jogo |
| ------------------ | -------- | ----------------- | -------- | -------- |
| Stade Malien       | 2–2 (gf) | Renacimento       | 2–1      | 0–1      |
| Tusker             | 0–5      | Al Ahly           | 0–2      | 0–3      |
| Port Autonome      | 4–4 (gf) | USM Alger         | 2–1      | 2–3      |
| ASEC Mimosas       | 4–0      | Civics            | 3–0      | 1–0      |
| Port-Louis 2000    | 0–9      | Orlando Pirates   | 0–5      | 0–4      |
| Enugu Rangers      | 1–4      | Al-Hilal          | 1–0      | 0–4      |
| Diaraf             | 0–2      | Enyimba           | 0–0      | 0–2      |
| St. Eloi Lupopo    | 1–0      | Cotonsport        | 1–0      | 0–0      |
| Sfaxien            | 2–1      | Motema Pembe      | 1–1      | 1–0      |
| APR                | 2–2 (gf) | FAR Rabat         | 2–1      | 0–1      |
| Ferroviário Maputo | 1–2      | Asante Kotoko     | 0–0      | 1–2      |
| USCA Foot          | 3–3 (gf) | Mamelodi Sundowns | 1–1      | 2–2      |
| Saint-George       | 4–2      | Hearts of Oak     | 4–0      | 0–21     |
| Polisi             | 0–5      | Étoile Sahel      | 0–2      | 0–3      |
| Zanaco             | 0–3      | JS Kabylie        | 0–2      | 0–5      |
| Raja Casablanca    | anulado  | CAPS United       | 1–0      | n/p 2    |
| Raja Casablanca    | 8–2      | Inter Star        | 7–0      | 1–2      |

1 O jogo foi terminado aos 9 minutos dos tempo de compensação da primeira parte com o Hearts of Oak vencendo por 2–0, depois do Saint-George SA ter abandonado o campo em protesto com a equipa de arbitragem. O Hearts of Oak foi declarado vencedor da eliminatória. 

2 O CAPS United foi desqualificado da competição após a 1ª mão, quando se descobriu que tinha sido submetida informação falsa sobre dois jogadores do Malawi na pré-eliminatória contra o AS Inter Star. O AS Inter Star foi re-admitido na competição.

### Segunda Eliminatória
| Equipe 1          | Total         | Equipe 2             | 1.º jogo | 2.º jogo |
| ----------------- | ------------- | -------------------- | -------- | -------- |
| Renacimiento FC   | 0–4           | Al Ahly              | 0–0      | 0 – 4    |
| ASC Port Autonome | 1–6           | ASEC Mimosas         | 1–0      | 0 – 6    |
| Orlando Pirates   | 3–3 (gf)      | Al-Hilal Omdurman    | 2–0      | 1 – 3    |
| Enyimba           | 3–0           | FC Saint Eloi Lupopo | 2–0      | 1 – 0    |
| CS Sfaxien        | 2–1           | FAR Rabat            | 1–1      | 1 – 0    |
| Asante Kotoko     | 6–1           | USCA Foot            | 6–0      | 0 – 1    |
| Hearts of Oak     | 1 – 1 (6–5 p) | Étoile du Sahel      | 1–0      | 1 – 0    |
| JS Kabylie        | 3–2           | Raja Casablanca      | 3–1      | 0 – 1    |

## Fase de Grupos

### Grupo A
| Pos | Equipe        | Pts | J | V | E | D | GP | GC | SG | Classificado          |
| --- | ------------- | --- | - | - | - | - | -- | -- | -- | --------------------- |
| 1   | CS Sfaxien    | 12  | 6 | 4 | 0 | 2 | 9  | 7  | +2 | Apurados meias finais |
| 2   | Al Ahly       | 11  | 6 | 3 | 2 | 1 | 10 | 4  | +6 | Apurados meias finais |
| 3   | Asante Kotoko | 7   | 6 | 2 | 1 | 3 | 7  | 10 | −3 |                       |
| 4   | JS Kabylie    | 4   | 6 | 1 | 1 | 4 | 4  | 9  | −5 |                       |

| Equipe 1      | Resultado | Equipe 2      |
| ------------- | --------- | ------------- |
| JS Kabylie    | 1–0       | Asante Kotoko |
| CS Sfaxien    | 1–0       | Al Ahly       |
| Al Ahly       | 2–0       | JS Kabylie    |
| Asante Kotoko | 4–2       | CS Sfaxien    |
| JS Kabylie    | 0–1       | CS Sfaxien    |
| Asante Kotoko | 0–0       | Al Ahly       |
| Al Ahly       | 4–0       | Asante Kotoko |
| CS Sfaxien    | 2–0       | JS Kabylie    |
| Al Ahly       | 2–1       | CS Sfaxien    |
| Asante Kotoko | 2–1       | JS Kabylie    |
| JS Kabylie    | 2–2       | Al Ahly       |
| CS Sfaxien    | 2–1       | Asante Kotoko |

### Grupo B
| Pos | Equipe          | Pts | J | V | E | D | GP | GC | SG  | Classificado          |
| --- | --------------- | --- | - | - | - | - | -- | -- | --- | --------------------- |
| 1   | ASEC Mimosas    | 12  | 6 | 3 | 3 | 0 | 11 | 1  | +10 | Apurados meias finais |
| 2   | Orlando Pirates | 9   | 6 | 2 | 3 | 1 | 4  | 6  | −2  | Apurados meias finais |
| 3   | Enyimba         | 8   | 6 | 2 | 2 | 2 | 4  | 5  | −1  |                       |
| 4   | Hearts of Oak   | 2   | 6 | 0 | 2 | 4 | 0  | 7  | −7  |                       |

| Equipe 1        | Resultado | Equipe 2        |
| --------------- | --------- | --------------- |
| Hearts of Oak   | 0–2       | Enyimba         |
| Orlando Pirates | 1–1       | ASEC Mimosas    |
| ASEC Mimosas    | 3–0       | Hearts of Oak   |
| Enyimba         | 1–1       | Orlando Pirates |
| ASEC Mimosas    | 3–0       | Enyimba         |
| Orlando Pirates | 0–0       | Hearts of Oak   |
| Enyimba         | 0–0       | ASEC Mimosas    |
| Hearts of Oak   | 0–1       | Orlando Pirates |
| ASEC Mimosas    | 4–0       | Orlando Pirates |
| Enyimba         | 1–0       | Hearts of Oak   |
| Hearts of Oak   | 0–0       | ASEC Mimosas    |
| Orlando Pirates | 1–0       | Enyimba         |

## Fase Final
|  | Meias Finais    | Meias Finais    | Meias Finais | Meias Finais | Meias Finais |   |       | Final   | Final | Final | Final | Final |
|  |                 |                 |              |              |              |   |       |         |       |       |       |       |
|  | Egito           | Al Ahly         | 2            | 1            | 3            |   |       |         |       |       |       |       |
|  | Costa do Marfim | ASEC Mimosas    | 0            | 2            | 2            |   |       |         |       |       |       |       |
|  |                 |                 |              |              |              |   | Egito | Al Ahly | 1     | 1     | 2     |       |
|  |                 | Tunísia         | CS Sfaxien   | 1            | 0            | 1 |       |         |       |       |       |       |
|  | África do Sul   | Orlando Pirates | 0            | 0            | 0            |   |       |         |       |       |       |       |
|  | Tunísia         | CS Sfaxien      | 0            | 1            | 1            |   |       |         |       |       |       |       |

### Meias Finais
A primeira mão foi disputada nos dias 29 Setembro e 1 Outubro enquanto a segunda mão foi disputada nos dias 14 e 15 Outubro.
| Equipe 1        | Total | Equipe 2     | 1.º jogo | 2.º jogo |
| --------------- | ----- | ------------ | -------- | -------- |
| Al Ahly         | 3–2   | ASEC Mimosas | 2–0      | 1–2      |
| Orlando Pirates | 0–1   | CS Sfaxien   | 0–0      | 0–1      |

### Final
O Al-Ahly foi era atual campeão depois de vencer o compatriota do CS Sfaxien, oÉtoile du Sahel por 3-0 no ano anterior, alcançando um total de cinco finais, vencendo quatro (1982, 1987, 2001, 2005) e perdendo uma (1983) enquanto o CS Sfaxien alcançou a final pela primeira vez na história. Ambas as equipas se enfrentaram na fase de grupos, sendo que cada uma venceu seu jogo em casa - o CS Sfaxien venceu por 1-0, enquanto o Al-Ahly venceu por 2-1. Ambas as equipas se classificaram para as meias finais na penúltima jornada. Nas meias finais, o CS Sfaxien derrotou o Orlando Pirates por 1-0 no total, vencendo a segunda mão em casa, depois de um empate a zero na primeira mão. O Al-Ahly enfrentou o ASEC Mimosas da Costa do Marfim e venceu a primeira mão por 2-0 em casa. Na segunda etapa, o Al-Ahly perdeu por 1-2, mas chegou à final.
| 29 Outubro 2006 | Al-Ahly       | 1–1       | CS Sfaxien   | Estádio Internacional do Cairo, Cairo        |
| 18:00 GMT       | Aboutrika 27' | Relatório | 53' Frimpong | Público: 74,000 Árbitro: Modou Sowe (Gâmbia) |

| 11 Novembro 2006 | CS Sfaxien | 0–1       | Al-Ahly         | Estádio 7 de Novembro, Radès                  |
| 17:30 GMT        |            | Relatório | 90+2' Aboutrika | Público: 60,000 Árbitro: Coffi Codjia (Benin) |

## Campeão
| Liga dos Campeões da CAF 2006 Campeão |
| ------------------------------------- |
| Egito                                 |
| Al Ahly 5º título                     |